# Topsoft

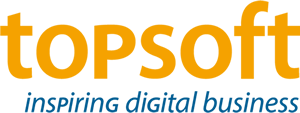
Aktuelles Logo der topsoft

Die topsoft ist eine auf Business Software ausgerichtete Schweizer Fachmesse, die seit 1995 generell einmal pro Jahr stattfindet.

## Geschichte
1995 wurde die Messe durch das CIM Center Aargau der damaligen Höheren Technische Lehranstalt in Brugg-Windisch initiiert. Ziel war es, den Transfer zwischen der HTL und der Wirtschaft zu unterstützen. Im Jahresrhythmus wurden die Fachmessen jeweils im Lichthof des Hauptgebäudes der Schule (Architekt: Fritz Haller) durchgeführt. Attraktiver Anziehungspunkt war der damaligen Zeit entsprechend ein PC mit für die Besucher kostenlos nutzbarem Zugang zum Internet. Parallel zur Ausstellung wurde versucht, die Leistungsmerkmale der angebotenen Software vergleichbar zu machen. Eine Anbieterübersicht wurde in Tabellenform in Printmedien publiziert. Das Hauptgewicht lag dabei auf PPS-Funktionen.
Nach dem Anfangserfolg verlor die Messe ab 1998 wegen mangelnder Betreuung viel Sympathie bei den Ausstellern. 1999 wurde die Messe daraufhin verbessert und das Vertrauen der Aussteller aufgebaut. Ab diesem Jahr wuchsen die Ausstellerzahlen stetig.
Der Vergleich der Anbieter und deren Software in tabellarischer Form auf Papier wurde 2000 von einer (Access-)Datenbank abgelöst, die den Interessenten zur kostenlosen Abfrage online zur Verfügung steht.

Logo der topsoft 2002

Gestiegener Umsatz und Risiko einerseits und das sich ändernde Profil der Schule, welche sich zur Fachhochschule entwickelte, liessen die Fachmesse ab 2004 immer mehr zu einem Fremdkörper werden. Die angestammten Räume reichten nicht aus, die Expansion in umliegende Schulhäuser befriedigte nur vorübergehend den Platzbedarf der Fachmesse. 2005 übernahm schmid + siegenthaler consulting gmbh als Spin-off der FHNW die Messeverantwortung. Mit rund 130 ausstellenden Firmen aus den Bereichen Enterprise Resource Planning ERP-Systemen und Warenwirtschaft, CRM, Business Intelligence und Projektmanagement, E-Commerce und Application Service Providing (ASP) wurde dies die umfassendste Fachmesse für Business-Software in der Schweiz.
2008 fand die Messe zweimal statt, am 12. und 13. März in Bern und erstmals in Winterthur in der Eulachhalle am 24./25. September. In Bern wurden am 1. und 2. April 2009 143 Aussteller gemeldet. Mit 2300 Besuchern zog die Messeleitung positives Fazit. 
Nach der Messe vom 23. und 24. September 2009 in der Eulachhalle in Winterthur wurde erstmals eine kleine Ausstellung der topsoft in Deutschland durchgeführt. Diese Aktion fand im Rahmen der neuen Fachmesse "IT & Business" an der Neuen Messe Stuttgart vom 6. bis 8. Oktober statt. Die Messe war Sponsor der OpenExpo und ermöglichte der Open-Source-Bewegung in der Schweiz eine beachtete Fachplattform zu nutzen. Am 29. und 30. September 2010 in Winterthur wurde die topsoft ohne OpenExpo durchgeführt. Trotzdem wurden insgesamt über 1700 Besucher gezählt, was etwa gleich viele sind wie im Vorjahr.
Vom 10. bis 12. Mai 2011 fand die Messe ausnahmsweise über drei Tage Dauer und erstmals in den Hallen der Messe Zürich statt, mit 162 Ausstellern, 45 Fachreferaten und über 450 Angeboten von Business-Software. Die topsoft blieb dabei die eigenständige Fachmesse, wurde aber ergänzt durch die Teile der ehemaligen Orbit-iEX, welche als aiciti die Dachorganisation für verschiedene Veranstaltungen bilden sollte. Die sechste Durchführung in Bern am 5. und 6. Oktober 2011 erreichte mit 2030 registrierten Eintritten wiederum das Besucheraufkommen der vergangenen Jahre. Die OpenExpo war nun vollständig in die topsoft integriert. Auf Interesse stiessen die Roundtables zur politischen und wirtschaftlichen Situation der IT in der Schweiz.
Am 1. Dezember 2011 wurde die Messe zum ersten und letzten Mal in der französischsprachigen Schweiz durchgeführt. 680 Besucher wurden gemeinsam für die topsoft und die Partnerveranstaltung "Swiss eCom Conference" gezählt. Die Veranstaltung fand im Hauptgebäude des Palais Beaulieu (heute MCH Beaulieu) in Lausanne statt. Von Westschweizer IT-Anbietern wird das Engagement geschätzt. Auf Grund der Kleinheit des Marktes, der sprachlichen Barriere und der Konkurrenz aus Frankreich wurde auf eine erneute Durchführung verzichtet.

Logo der topsoft 2012

Erstmals fand die Messe am 9. und 10. Mai 2012 in Zürich zusammen mit der neu gegründeten Messe "ONE" statt, dabei wurden 2582 Besucher gezählt. Neue Events ersetzten die seit Jahren angebotenen Referate. Unter dem Namen "Business Software Live Contest" zeigten je 4 ERP-Anbieter und 4 CRM-Anbieter wie sie die einzelnen Schritte eines vorgegebenen Drehbuches aus dem Themenkreis ERP respektive CRM mit ihrer Software ausführen können. Ebenfalls neu waren die Praxis-Foren, durchgeführt zu BI und Cloud-Computing. 
Anstatt einer Messe wurde am 20. November 2012 in Bern ein eigenständiger Software-Contest durchgeführt, begleitet von einer kleinen Ausstellung der sieben beteiligten Anbieter. Dieser Anlass war eine Weiterentwicklung der Contests vom Mai 2012. In vier Sessions wurden wichtige Elemente eines Auswahlverfahrens verglichen. Nach einleitenden Fachreferaten wurden zuerst Angebots-Strukturen verglichen. Gestützt von detaillierten Daten wurden anschliessend die Prozesse einer Modellfirma in der Produktion und eines fiktiven Handelsunternehmens verglichen. Dies war der erste für Besucher kostenpflichtige Anlass der topsoft und für Besucher wie Anbieter gleichermassen erfolgreich. Seither wurde das Format jährlich durchgeführt, zum letzten Mal 2018.
Die topsoft 2013 fand am 15. und 16. Mai 2013 in Zürich statt und konnte mit 2850 registrierten Messebesuchern gegenüber dem starken 2012 nochmals um rund 10 Prozent gesteigert werden. An der topsoft 2014 nahmen mit 152 Aussteller etwa 15 % mehr teil als 2013 bei ungefähr gleichem Besucheraufmarsch von 2670 Personen.
Am 25. und 26. August 2015 wurde die Messe erstmals zusammen mit der Marketingmesse SuisseEMEX in Zürich durchgeführt, was zu einem Besucherstrom von rund 14'500 Personen führte. 2017 wurde erstmals zusätzlich der Digital Summit für KMU ausgetragen. Diese erfolgreiche Zusammenarbeit dauerte bis zur Ausgabe 2018.
Vom 28. und 29. August 2019 fand die Messe erstmals in der Umweltarena in Spreitenbach statt. Rund 100 Anbieter aus dem In- und Ausland nahmen teil. Parallel zur Ausstellung wurden zahlreiche Workshops und Fachreferate durchgeführt.
Die Ausgaben von 2020 und 2021 wurden wegen der Corona-Pandemie abgesagt. Im Juni 2022 fand die topsoft Fachmesse wieder in der Umweltarena statt.

## Heutiges Angebot
An der Messe werden neben der Ausstellung auch Kurzberatungen, Fachreferate, Spezialflächen und spezielle Themensektoren angeboten. Seit Beginn und bis heute sind sämtliche Angebote der Messe für die Besucher mit einer Registrierung kostenlos (Eintritt, Fachreferate, Beratung, Workshops, Bewirtung in gesondertem Bistro).
Als eigene Produktion erscheint viermal im Jahr das topsoft-Fachmagazin, das kostenlos abonniert werden kann. Auch betreibt topsoft eine Website mit umfassender Marktübersicht, einen Blog und Social-Media-Kanäle.

## Ausblick
Zurzeit ist kein Termin für eine nächste Ausgabe der Fachmesse bekannt. Dafür werden vermehrt Webinare und kleinere Veranstaltungen durchgeführt.